# Mycalesis merops
Mycalesis merops är en fjärilsart som beskrevs av Grose-smith 1895. Mycalesis merops ingår i släktet Mycalesis och familjen praktfjärilar. Inga underarter finns listade i Catalogue of Life.